# 达州站
达州站是襄渝铁路、达三铁路、达万铁路上的一个车站，位于四川省达州市通川区西外镇、襄渝线587km+557m处。达成铁路、广达铁路通过覃家坝、三汇镇经既有襄渝铁路接入本站。车站由成都铁路局达州车务段管辖，是成都铁路局与西安铁路局在襄渝线上的局界站。达州站是达州地区客货运组织中心，同时是川东北地区居民出川的重要集散地。

## 历史
该站原名达县站，随襄渝铁路渠县段建于1970年，1972年5月随重庆至达县段开通运营，1978年6月1日正式开通。1992年达成铁路动工，于三汇镇站经既有襄渝铁路引入本站:914:106,148。
2002年车站核定为一等站，同年更名为达州站、并接入达万铁路。
2005年襄渝二线和达成二线复线化工程开工。襄渝二线在本站至下行三汇镇区间新修复线，于2009年7月6日通车，老线本站至三汇镇区间更名为达三线，形成三线区间。
达州车站原为成都铁路局直属车站，管辖35个车站，2011年改编为达州车务段。2018年达州车务段管辖襄渝线达州至三汇镇、达三线河市坝至渡市、达万线达州至万州、万凉线万州至齐岳山、广达线石桥至白腊坪共31个车站。
2012年车站开始扩建，新站房于2013年12月30日投入使用。该站是四川省第二个拥有线上高架站房的铁路车站。

## 车站结构
达州站站房在经过2013年的改造后设有5个候车室。其中老站房设有4个小候车室，分布在上下两层；高架候车室横跨站场，面积6000平米。

### 站场

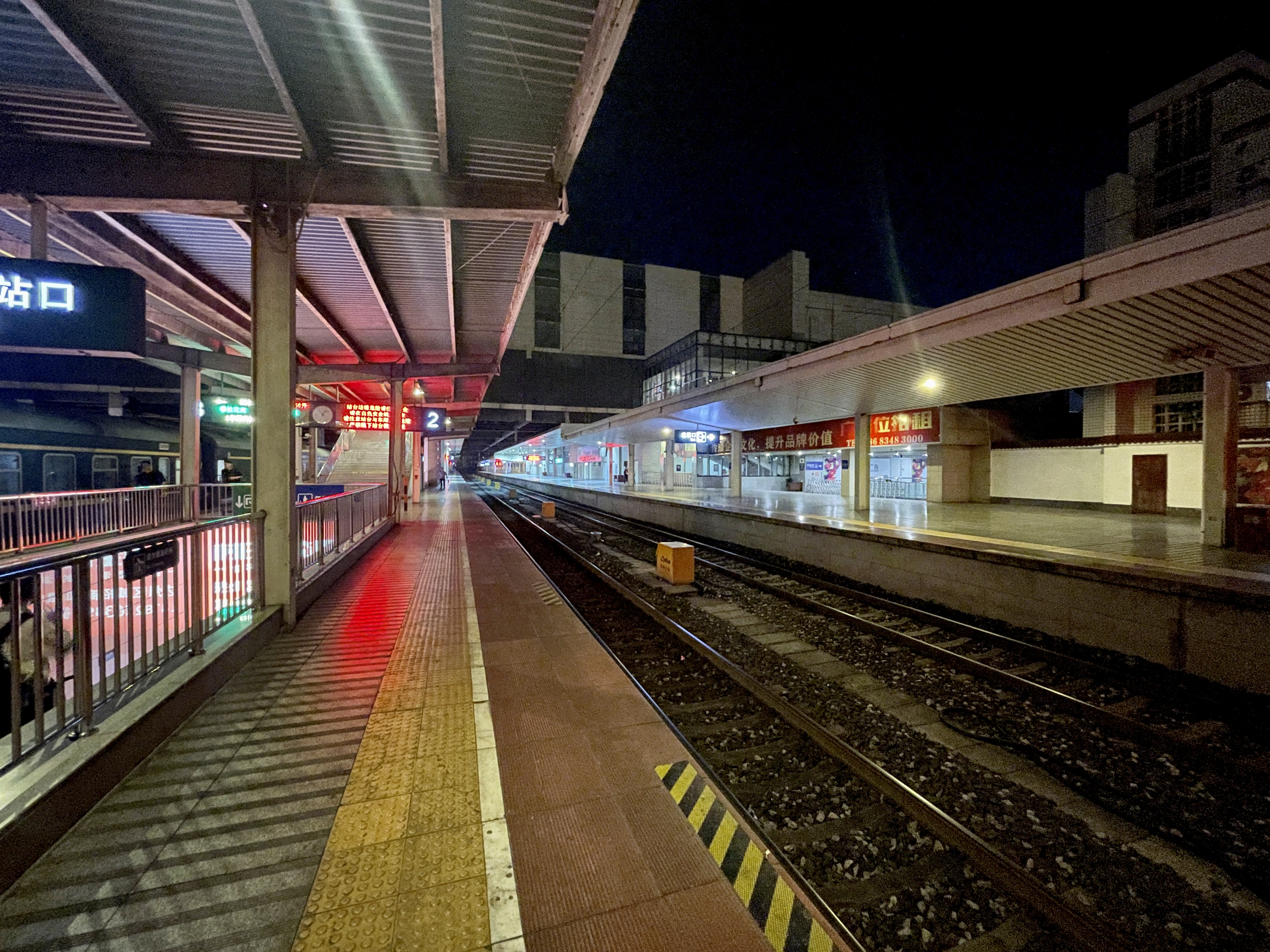
车站东场1、2站台

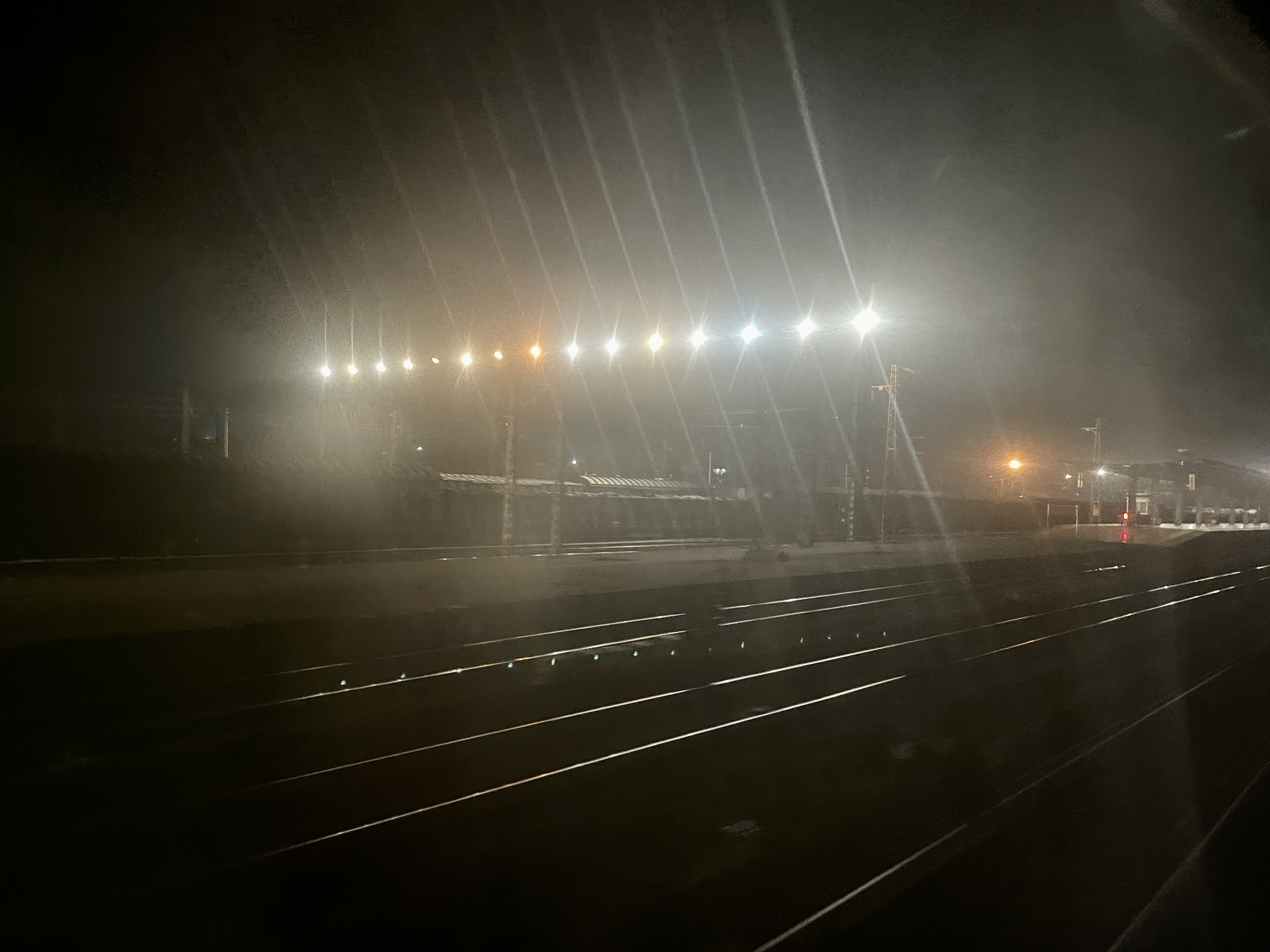
车站西场

达州站为一等客货作业站，站型为单向横列式一级三场。其中达州东场为车站客运车场，办理旅客列车始发、终到及部分无改编直通货物列车的通过作业。东场设有2条正线、5条旅客列车到发线（其中6道为客货共用）和1条货物列车到发线；设有3座旅客站台，即1座基本站台和2座中间站台。东场南咽喉设有旅客列车整备所，北咽喉设有客机折返段、接触网工区、牵引变电所等单位。
达州西场为直通场，办理直通、区段、摘挂货物列车的到发作业，设有15条到发线（含达州钢铁专用线3条）；达州调车场位于站场中部，设有16条调车线，北咽喉设有一座驼峰。

## 旅客列车目的地
| 列车所属路局   | 目的地                                                                                       |
| -------------- | -------------------------------------------------------------------------------------------- |
| 成都铁路局     | 北京西、成都西、成都東、攀枝花南、重庆北、重庆西、深圳东、巴中、广州、崑山、杭州、上海、貴陽 |
| 广州铁路集团   | 成都西、成都东、广州（始發）、深圳东、東莞東                                                 |
| 哈尔滨铁路局   | 成都西、重庆北、哈尔滨西、海拉爾                                                             |
| 呼和浩特铁路局 | 呼和浩特東、昆明                                                                             |
| 济南铁路局     | 重庆西、济南                                                                                 |
| 南昌铁路局     | 重庆北、福州                                                                                 |
| 上海铁路局     | 成都东、杭州、温州（金溫公司擔當）                                                           |
| 沈阳铁路局     | 成都西、瀋陽北                                                                               |
| 太原铁路局     | 重庆北、太原（淡季停運）                                                                     |
| 西安铁路局     | 寶雞、重庆西（淡季停運）                                                                     |
| 郑州铁路局     | 重庆北、郑州（淡季停運）                                                                     |